# هوردل
هوردل (به انگلیسی: Hordle) یک روستا و محله مدنی در بریتانیا است که در New Forest District واقع شده‌است. هوردل ۵٬۶۵۴ نفر جمعیت دارد.